# الأوتوترونكس
الأوتوترونكس هو تخصص هندسة يهتم في مجال هندسة السيارات الحديثة وإلكترونياتها ويعتبر تخصص من تخصصات الهندسة الميكانيكية ولكنه يختص بمكانيك السيارات الحديثة وكهربائها، ويهتم بالجانب التكنولوجي للسيارات بشكل مباشر وقد تم طرحه نتيجة احتياج السوق المحلي والعالمي وذلك لسد حاجة السوق بشكل أساسي من المهندسين المختصين بتكنولوجيا السيارات المتطورة.